# Rameau ptérygoïdien de l'artère maxillaire
Les rameaux ptérygoïdiens de l'artère maxillaire sont des artères systémiques paires de la tête. Ils vascularisent les muscles ptérygoïdiens.

## Origine
Les rameaux ptérygoïdiens de l'artère maxillaire sont présents en nombre variable et ils ont des origines irrégulières soit au niveau du deuxième segment de l'artère maxillaire, soit de l'artère temporale profonde postérieure. 
Dans la nomenclature anatomique TA2, seul l'origine de l'artère temporale profonde est présente : rameau ptérygoïdien de l'artère temporale profonde postérieure.
Elles sont indispensables à la vascularisation du muscle ptérygoïdien latéral, et irriguent également en partie le muscle ptérygoïdien médial.

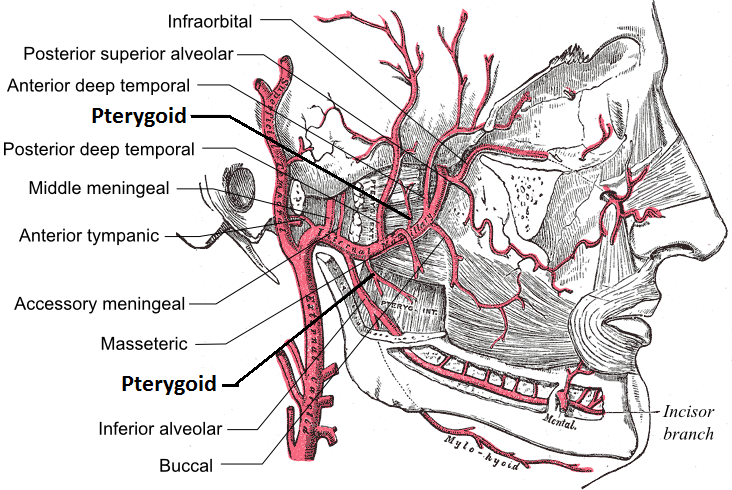
Les artères collatérales de l'artère maxillaire interne.